# 1410-е годы до н. э.
1410-е (ты́сяча четы́реста деся́тые) го́ды до на́шей э́ры по пролептическому юлианскому календарю — промежуток времени с 1 января 1419 года до н. э. по 31 декабря 1410 года до н. э., включающий с 1419 по 1411 годы 9-го десятилетия  и 1410 год 10-го десятилетия XV века 2-го тысячелетия до н. э. Им предшествовали 1420-е годы до н. э., за ними следовали 1400-е годы до н. э. Они закончились 3435 лет назад.

## События

### Египет
- 1419 до н. э. — фараон Аменхотеп II начал кампанию в северной Сирии.
- Египетская армия упорно боролась за город Каркемиш.
- Аменхотеп II уступил область между Оронтом и Евфратом Митанни.
- 1418 до н. э. — Аменхотеп II заключил мирный договор с царством Митанни.

### Месопотамия
- 1415 до н. э. — царство Кар-Duniash[уточнить] восстанавливало некоторые старые города. В Уруке строились храмы с новой формой барельефа на кирпиче.
- 1410 до н. э. — царь Митанни Артатама I (1410—1400 до н. э.) заключил союз с Египтом.